# Adam Ben Ezra
Adam Ben Ezra (Tel Aviv, 18 dicembre 1982) è un contrabbassista e polistrumentista israeliano.

## Biografia
Cresciuto a Tel Aviv, Ben Ezra inizia a suonare il violino all'età di 5 anni, a 9 anni si avvicina invece alla chitarra. All'età di 16 anni, in seguito ad una richiesta di lavoro, inizia a suonare il basso elettrico che lo porterà poi ad approdare al contrabbasso, strumento principale della sua attività attuale.